# Municipio de Tjörn
Tjörn (en sueco: Tjörns kommun) es un municipio en la provincia de Västra Götaland, al suroeste de Suecia. Su sede se encuentra en la localidad de Skärhamn. El municipio se creó en 1952 cuando las entidades municipales de la isla de Tjörn y los islotes adyacentes se fusionaron.

## Localidades
Hay 10 áreas urbanas (tätort) en el municipio:
| #  | Tätort               | Población |
| -- | -------------------- | --------- |
| 1  | Skärhamn             | 3 596     |
| 2  | Höviksnäs            | 1 952     |
| 3  | Rönnäng              | 1 530     |
| 4  | Myggenäs             | 1 483     |
| 5  | Kållekärr            | 664       |
| 6  | Klövedal             | 604       |
| 7  | Kyrkesund            | 542       |
| 8  | Bleket               | 407       |
| 9  | Klädesholmen         | 356       |
| 10 | Djupvik y Fagerfjäll | 258       |